# تشم باغ سفلي (مقاطعة دورة)
تشم باغ سفلي (بالفارسية: چم باغ سفلی) هي قرية تقع في قسم ويسيان الريفي (مقاطعة دورة) في إيران. يقدر عدد سكانها بـ 118 نسمة بحسب إحصاء 2016.